# Manuel Silvela y de Le Vielleuze
Manuel Silvela y de Le Vielleuze (París, 9 de març de 1830 - Madrid, 25 de maig de 1892) va ser un advocat, escriptor, acadèmic i polític espanyol.

## Primers anys
Va néixer a París, a la mateixa casa del seu avi patern, l'advocat, escriptor i jutge Manuel Silvela y García de Aragón, el 9 de març de 1830, i batejat a l'Església de Santa Margarida l'11 del mateix mes. Era fill de l'il·lustre advocat Francisco Agustín Silvela, ministre de Governació i de Gracia i Justícia, vicepresident del Congrés dels Diputats i magistrat del Tribunal Suprem, i de donya Luisa de Le Vielleuze y Sotés. Era germà de Francisco Silvela.

## Estudis i exercici de l'advocacia
Va fer els seus primers estudis a Bordeus, continuant-los després a Valladolid, on va començar els de Dret, que va acabar en la Universitat Central de Madrid.
Advocat als 21 anys, no va trigar a figurar avantatjosament en les discussions de l'Acadèmia de Jurisprudència, al costat de Cánovas del Castillo, el Marquès de la Vega de Armijo, Alcalá Galiano, Casa-Galindo i altres futures celebritats. Els seus grans dots intel·lectuals, ben dirigides, van fer d'ell un advocat molt notable i li van donar fortuna i independència. L'estudi de Manuel Silvela va ser, durant molts anys, el primer, o dels primers de la capital, i hi van acabar de formar-se lletrats com Germán Gamazo.
Va presidir dues vegades la Reial Acadèmia de Jurisprudència i Legislació i en altres dues ocasions va ser elegit Degà de l'Il·lustre Col·legi d'Advocats de Madrid.
En aquells dies, les seves tasques professionals i aficions literàries absorbien per complet el seu temps, però la política el va atreure no gaire més tard.

## Activitat política
En començar la seva carrera política, va figurar en les files de la Unió Liberal d'Antonio de los Ríos Rosas.
En 1863 el districte d'Arenas de San Pedro (Àvila) el va escollir com a representant a Corts, sota el Ministeri Miraflores, intervenint ja llavors amb encert a diversos debats. Va pronunciar diversos discursos que li van donar fama d'orador intencionat i hàbil.
En 1865 va caure el Govern de Narváez i va ser substituït per O'Donnell, que va confiar a Silvela la Direcció general d'Instrucció pública, la qual cosa no li va impedir combatre alguns projectes d'aquell Govern. A la caiguda del partit unionista va tornar a l'oposició, i en 1866 va ser bandejat amb altres diputats per haver signat la protesta contra la clausura de les Cambres. Va figurar també entre els signants del Manifest a Isabel II, a conseqüència del qual van ser bandejats molts personatges polítics.
Després de la Revolució de 1868, en la que no hi va prendre part, va ser nomenat regidor de l'Ajuntament de Madrid i poc després conseller d'Estat, càrrecs als quals va renunciar en ser elegit diputat per Àvila a les Corts Constituents. Hi va formar part de la Comissió Constitucional i el 17 de maig de 1869 va pronunciar un discurs en el que va defensar el sufragi universal, la llibertat religiosa, d'impremta, de reunió i associació, tot dins d'una forma monàrquica de l'Estat.
Després de la proclamació del general Serrano com a regent, Silvela va obtenir la cartera d'Estat sota la presidència del general Prim (17 - 6 - 1869) i va treballar per la candidatura del duc de Montpensier al tron; però en convèncer-se que aquesta havia fracassat, es va retirar del Govern i va romandre allunyat de la política fins a la proclamació d'Alfons XII, i encara que no n'havia contribuït no va poder ocultar les seves simpaties pel nou monarca, acabant per ingressar en el Partit Conservador acabdillat per Cánovas del Castillo.
Cánovas el va nomenar ministre d'Estat el 14 de gener de 1877, conservant el càrrec fins a març de 1879 en què va ser substituït pel marquès de Molins. El fet culminant de la seva actuació ministerial va ser l'arranjament aranzelari entre Espanya i França. Va ser després conseller d'Instrucció Pública i en 1884 ambaixador d'Espanya a París, càrrec que va dimitir a l'any següent per ocupar el seu escó en el Senat, del que va ser vicepresident en dues ocasions.
Silvela va ser diputat a Corts sense interrupció des de 1863 fins a 1869, abandonant la política els anys de la I República durant els quals va rebutjar qualsevol càrrec públic. En 1883 va ser nomenat senador vitalici.

## Activitat literària
Des de molt jove havia col·laborat en periòdics i revistes de Madrid, publicant treballs que es van recomanar pel seu elegant i castís estil, erudició i amenitat, i que van arribar a ser traduïts a diversos idiomes. Així va popularitzar aviat el seu pseudònim Velisla, anagrama del seu cognom, amb què solia signar els seus treballs literaris. Aquests li van portar en 1870 a la Reial Acadèmia Espanyola, llegint en l'acte de la seva recepció un discurs sobre la influència exercida en l'idioma i en el teatre castellà per l'escola clàssica que va florir des dels començaments del S.XVIII.
Va col·laborar a La Ilustración, Diario Español, Revista de España, El Heraldo i El Imparcial. Fou elegit acadèmic de número de la Reial Acadèmia Espanyola i de la Reial Acadèmia de Jurisprudència i Legislació.

## Distincions
Manuel Silvela va ser nomenat Gentilhome de S. M. La reina Isabel II li va nomenar en 1852 cavaller de l'Orde Civil de Sant Joan de Jerusalem, i després de la incorporació de l'Ordre al gran mestratge de l'Orde de Malta, Manuel Silvela va ingressar en aquesta última en 1889 com cavaller d'Honor i Devoció, prèvies proves de la legitimitat, cristiandat i noblesa dels seus quatre cognoms. I també va ser:
- Cavaller del collaret de l'Orde de Carles III.
- Cavaller gran creu de l'Orde de Pius IX.
- Gran creu de la Legió d'Honor.
- Gran creu del Mèrit Naval d'Espanya.
- Cavaller gran creu de l'Orde de l'Àguila Vermella.
- Cavaller gran creu de l'Orde dels Sants Maurici i Llàtzer,
- Cavaller gran creu de l'Orde de Leopold de Bèlgica
- Cavaller gran creu de l'Orde de Leopold d'Àustria.
- Cavaller gran creu de l'Orde de la Immaculada Concepció de Vila Viçosa de Portugal,
- Cavaller gran creu de l'Orde de la Rosa del Brasil.
- Cavaller gran creu de l'Orde de Sant Olaf
- Cavaller gran creu de l'Orde del Lleó de Zaeringen
- Cavaller de l'Orde del Lleó i del Sol de Pèrsia
- Cavaller de l'Orde de Sant Carles de Mònaco
- Cavaller de l'Orde de Birmània

Un carrer a Madrid i una altra a Spa (Bèlgica) porten el seu nom.

## Obres literàries
- Sin Nombre (1868), Recopilació d'articles literaris.
- Reseña analítica de las obras póstumas del memorable dramaturgo, reformador de nuestro teatro (1868), referent a Leandro Fernández de Moratín
- Le Jury Criminel en Espagne (Montpellier, 1884)
- Obras completas de Moratín, con notas y comentarios (Madrid, 1890)
- El bautizo de un libro
- El perfecto novelista
- Un verano de Felipe V
- Recuerdos de Extremadura
- Revista cantábrica (1869)
- Salir de Madrid (1851)
- La Alcarria
- Mañanas de La Granja
- Revista del Escorial
- Variaciones fáciles,
- Sobre el conocido tema El amor y el matrimonio
- Un viaje por regiones desconocidas
- De la influencia de las construcciones modernas en la literatura
- De Madrid a Sevilla y Cádiz
- Literatura infinitesimal
- El abogado de pobres
- Revista de La Granja
- Cuatro capítulos de una novela inédita
- Desde Madrid a Toledo (1854)
- El castillo de «aunque os pese»
- Una Dalia y un puntapié
- La Opera y el Gobierno (1865)
- Apuntes críticos acerca de las poesías de Baeza, y por incidencia de las condiciones literarias del siglo
- El diccionario y la gastronomía
- Miscelánea
- La prensa ilustrada
- Un ukase
- Revista de la exposición de Bellas Artes (1868)
- Juicio crítico de la Restauración en 1881
- Los dineros del sacristán
- Al amor de la lumbre
- Negro y blanco (1851)
- La via sacra
- Recuerdos de Spa
- Disertación acerca de la influencia ejercida en el idioma y en el teatro español por la escuela clásica que floreció desde los comienzos del S.XVIII
- Un talego del Estado o el estado de un talego
- Sobre el diccionario de la Real Academia Española
- Fin de una polémica
- Últimas palabras sobre una polémica
- En las aguas de Spa (1887)
- ¡Viva Galicia!